# Cuervera

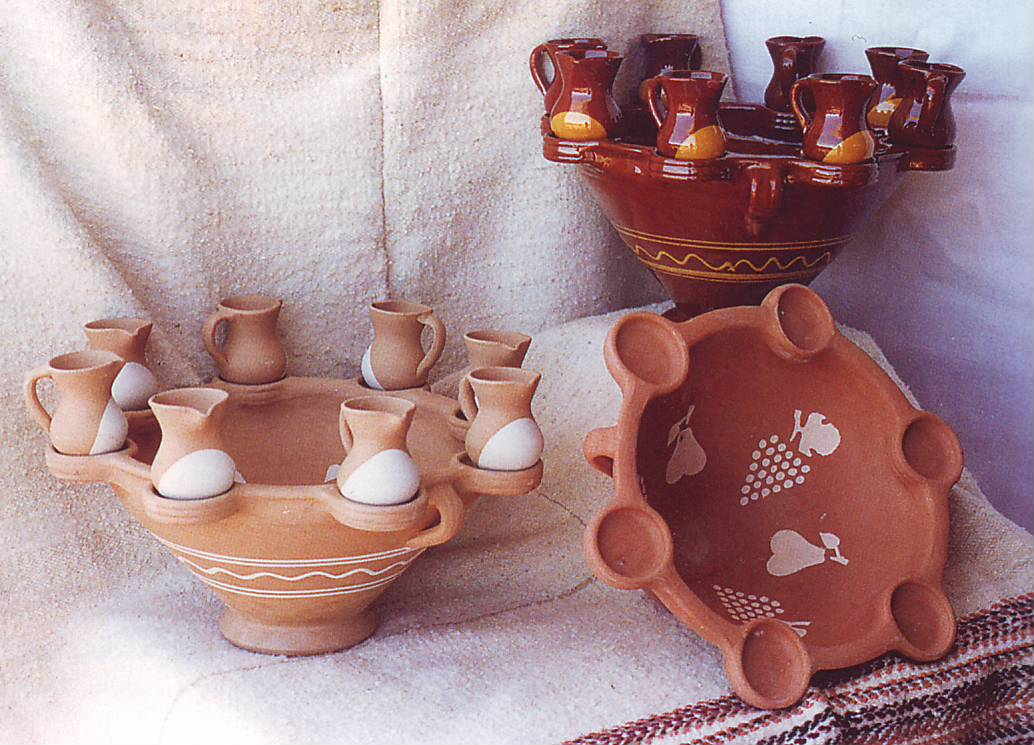
Proceso de elaboración de las cuerveras, en las tres fases: bizcocho, primera cocción y vidriada. Colección Belmonte Useros.

Se llama cuervera al recipiente tradicional para preparar y servir la cuerva, bebida típica en zonas de Albacete, Murcia, Granada, Almería y Jaén.

## Descripción
Se trata de una vasija de la familia de los barreños, con apariencia de lebrillo, de forma troncocónica e interior semiesférico, similar a las poncheras, que además de dos pequeñas asas, dispone en su borde superior de platillos (llamados puestos en Albacete), donde se encajan, como en las mancerinas, los vasos, jarritos o puchericos utilizados para servirse y beber la cuerva.
Aunque la cuerva tiene una mayor zona geográfica de consumo, la cuervera está considerada pieza típica de la alfarería de Chinchilla de Montearagón y La Roda, de ahí que muchas de ellas muestren en su decoración, además de los habituales racimos de uvas o gallos, la custodia de Chinchilla. También son típicas las inscripciones con el nombre de la persona que encarga la cuervera.

## Historia

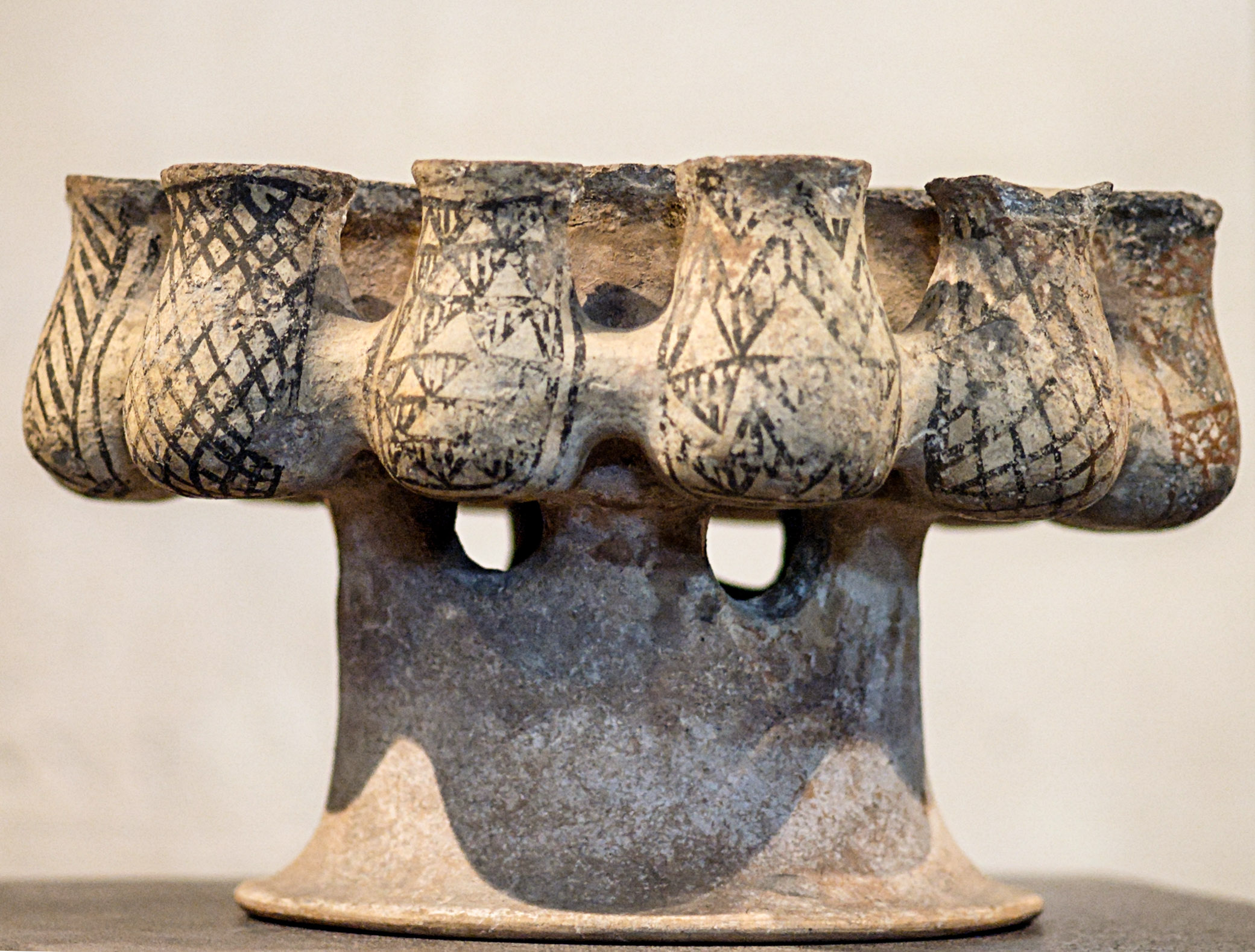
Kernos de terracota, del periodo Cicládico Antiguo III-Cicládico Medio II (h. 2000 a. C.). Museo del Louvre.

De origen relativamente reciente, algunos autores, como Antonio Beltrán, han relacionado la cuervera con los kernoi hallstálticos y clásicos.
El Museo de cerámica nacional, con motivo del décimo aniversario de su creación, expuso en 1990 ciento diez cuerveras, estrenando una especial, con dos docenas de puestos y capacidad para setenta litros de bebida.